# Arturo Besa Navarro
Arturo Besa Navarro; (Santiago, 1844 - 2 de noviembre de 1921). Ingeniero y político chileno. Hijo de José Tomás Besa Infantas y Tránsito Navarro Larraín. Contrajo matrimonio con Amelia Rodríguez de la Cerda.
Estudió en el Instituto Nacional y en la Universidad de Chile, donde obtuvo el título de Ingeniero Geógrafo (1879). Recién egresado se radicó en Chañaral, estudiando los minerales del cobre y la fundición del mismo, industria en la que se desempeñó por 35 años. Se trasladó a Valparaíso, donde se interesó en impulsar la Fábrica de Azúcar de Viña del Mar.

## Actividades Políticas
Miembro del Partido Nacional. Fue Regidor de la Municipalidad de Valparaíso (1882-1891) y de Viña del Mar (1891-1894).
Fue elegido Alcalde de la Municipalidad de Viña del Mar (1894-1897). Su administración se encuentra íntimamente vinculada al progreso local de la ciudad. Inició los estudios para la implementación del alcantarillado de las dos ciudades.
Elegido Diputado por Copiapó, Chañaral, Vallenar y Freirina (1897-1900). Integró en esta ocasión la comisión permanente de Hacienda. Reelegido Diputado por las mismas comunas (1900-1903), sin embargo, dejó el cargo al ser llamado a ocupar el Ministerio de Guerra y Marina (1900-1901).
Electo Senador por Maule (1903-1909), integrando la comisión permanente de Hacienda. Reelegido Senador por Maule (1909-1915), en esta ocasión participó de la comisión de Guerra y Marina.
Por tercera vez Senador (1915-1921), integró la comisión permanente de Gobierno y la de Hacienda, pero volvió a renunciar al Senado en 1917, cuando es nombrado Ministro de Relaciones Exteriores, Culto y Colonización, cargo que desempeñó en paralelo al de Ministro del Interior (septiembre-octubre de 1917).
Volvió a ser electo Senador por Maule (1921-1927), formó parte de la comisión permanente de Gobierno y la de Elecciones. Sin embargo, falleció antes de concluir su mandato, el 2 de noviembre de 1921, siendo reemplazado por Romualdo Silva Cortés.